# Pont-Remy
Pont-Remy (picardisch: Pont-d’Érmy) ist eine nordfranzösische Gemeinde mit 1.467 Einwohnern (Stand 1. Januar 2022) im Département Somme in der Region Hauts-de-France. Die Gemeinde liegt im Arrondissement Abbeville, in der Communauté de communes Ponthieu-Marquenterre und im Kanton Rue.

## Geographie

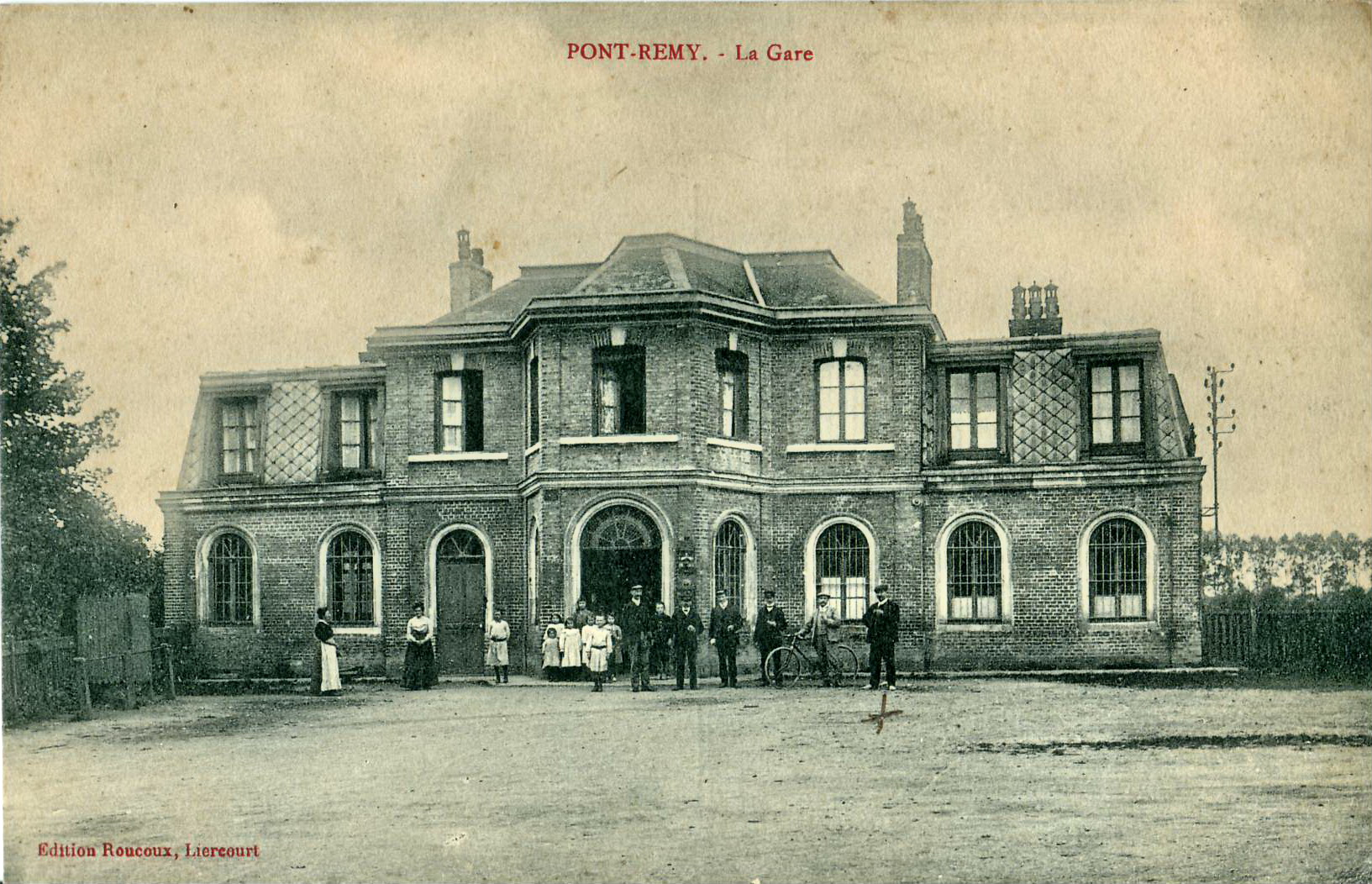
Der Bahnhof zu Beginn des 20. Jahrhunderts

Die Gemeinde liegt überwiegend am nördlichen (rechten) Ufer der Somme rund fünf Kilometer südwestlich von Ailly-le-Haut-Clocher an der nach dem rund acht Kilometer entfernten Abbeville führenden Départementsstraße D901 (frühere Route nationale 1), in die hier die Départementsstraße D112 einmündet, die flussaufwärts dem Ufer der Somme folgt. Die Gemeinde erstreckt sich im Norden bis über die Autoroute A16 hinaus. Im südlich der Somme gelegenen Gemeindeteil liegt der 1847 in Betrieb gestellte Bahnhof an der Bahnstrecke von Amiens über Abbeville nach Boulogne-sur-Mer. Das Gemeindegebiet liegt im Regionalen Naturpark Baie de Somme Picardie Maritime.

## Geschichte
Im Hundertjährigen Krieg versuchten englische Truppen im Jahr 1346, den Ort einzunehmen, wurden aber vom französischen Heer zurückgeschlagen. Die Schlacht um Pont-Remy im Juli 1346 war die erste der drei Schlachten der Normandie-Kampagne von Edward III. während der Frühphase des Hundertjährigen Krieges gegen die Franzosen.

## Einwohner
| 1962 | 1968 | 1975 | 1982 | 1990 | 1999 | 2006 | 2018 |
| ---- | ---- | ---- | ---- | ---- | ---- | ---- | ---- |
| 1569 | 1547 | 1406 | 1311 | 1395 | 1400 | 1532 | 1464 |

## Sehenswürdigkeiten
- Die Kirche Saint-Pierre mit einer Darstellung der Jungfrau mit Kind aus dem 16. Jahrhundert.
- Das auf einer kleinen Insel gelegene, 2012 durch einen Brand weitgehend zerstörte, seit 1993 als Monument historique eingetragene Schloss (Base Mérimée PA00125670), eine im 19. Jahrhundert neugotisch umgestaltete mittelalterliche Festung.[1][2]
- Der britische Soldatenfriedhof im Norden der Gemeinde mit 55 Bestattungen aus der Zeit des Ersten Weltkriegs.[3]
- Die zu Beginn des 20. Jahrhunderts errichtete Weberei Saint Frères.